# Granville Woods
Granville Tailer Woods (Columbus, 23 aprile 1856 – New York, 30 gennaio 1910) è stato un inventore statunitense con più di 50 brevetti.
È stato il primo statunitense di stirpe africana ad essere un ingegnere elettrico o meccanico dopo la guerra di secessione americana. Autodidatta, egli si concentrò la maggior parte del suo lavoro sui treni e tram. Una delle sue invenzioni più famose è il "Multiplex Telegraph", un dispositivo che inviava messaggi tra stazioni e treni in movimento. Il suo lavoro assicurò un sistema di trasporto pubblico più sicuro e migliore per le città degli Stati Uniti d'America.